# Малката булка 2
„Малката булка 2“ (на хинди: बालिका वधू, Balika Vadhu 2) е индийски сериал, чието излъчване започва на 9 август 2021 г.- настоящие

### Актьорски състав
- Шиванги Джоди - Ананди Бхуджария
- Радио Рай - Ананд Шатурведи
- Самрид Баваа - Джигар  Анджаария
- Манаси Салви - Бхайрави Шатурведи
- Вимарш Рошан - Мехул Шатурведи
- Анкита Бахугуна - Дия Шатурведи
- Кетки Дейв - Гомати "Маади Баа" Деви
- Мехул Буч - Деврадж Анджаария
- Минакши Верма - Бханумати
- Съни Панчоли / Ману Малик - Премджи Анджаария
- Аншул Триведи - Химджи Бхуджаария
- Ридхи Наяк Шукла - Ратан Сангван
- Шиджу Катария / Паял Шукла - Седжал Анджаария
- Сима Мишра - Дивали Анджаария Чауксия
- Чандан Рай - Лакхан Сингх Чауксия
- Трупти Мишра - Канак
- Сагар Парех - Мадхав Джа
- Чираг Кукреджа - Калпеш Бхуджаария
- Ариш Джайн - Гопал Анджаария
- Шекар Чоудхари - Паван Кумар
- Рашми Гупта - Лила Джайн Сангван
- Кумкум Дас - Митали "Митабен" Джайн
- Викас Гроувър - Викрант
- Пратикша Рай - Киара
- Мелани Паис - д-р Шарда